# Pelasgis
Pelasgis é um gênero de mariposa pertencente à família Crambidae.